# Grifo de Redován
El grifo de Redován es una escultura ibera que fue encontrada en el municipio español de Redován, provincia de Alicante, concremente en el paraje conocido como El Mulagar, en el año 1893 en el curso de unas excavaciones llevadas a cabo por Valeriano Aracil.
Es una imagen de un ser mitológico mitad hombre mitad águila. La obra representa un “grifo” o animal fantástico, con ojos saltones, fauces abiertas en forma de pico, grandes cejas unidas, simulando una palmeta protohelénica, chipriota o fenicia, y en la cerviz, cresta denticulada, flanqueada por sendos cuernos caprinos.
Esta escultura fue exhibida en Museo del Louvre, hasta que fue devuelta a España en el año 1941. Actualmente se encuentra en el Museo Arqueológico Nacional.
Algunos expertos la sitúan con ciertos rasgos que podrían señalar que el escultor que la esculpió pudiera ser el mismo que realizó la Dama de Elche.[cita requerida]